# Polyschides pelamidae
Polyschides pelamidae är en blötdjursart som beskrevs av Chistikov 1979. Polyschides pelamidae ingår i släktet Polyschides och familjen Gadilidae. Inga underarter finns listade i Catalogue of Life.